# Kopacz Mária
Kopacz Mária (Marosvásárhely, 1941. december 21. –) erdélyi magyar író, neoavantgárd grafikus és festő.

## Életútja
Az erdélyi örmény Kopacz család leszármazottja. A kolozsvári Ion Andreescu Képzőművészeti Főiskola grafikai szakán szerezte diplomáját (1967). A szürrealista látásmódhoz közelálló grafikai munkái rajzban, ill. a rézkarc és rokon technikákban készülnek. Egyéni kiállításai voltak Kolozsvárt, Bukarestben, Nagyváradon, Nagybányán, majd külföldön: Bázelben, Zürichben, Budapesten, Bécsben, Pisában.
Családi kapcsolatai révén 1996-ban Kolozsvárról Magyarországra, Szentendrére telepedett át.

## Munkássága
Már főiskolás korától, 1964-től rendszeresen illusztrált; rajzait, szövegképeit, önálló grafikai munkáit közölte az Utunk, Igaz Szó, A Hét, Új Élet, Napsugár. A romániai könyvkiadók rendelésére számos fedéltervet, címlapot készített, többek közt ő illusztrálta Bocz Irma egyik magyar abc-és könyvét 1977-ben. Önálló kötetei, amelyeket maga írt és illusztrált: A babiloni karperec (Kolozsvár, 1984) című regény és Borika világkörüli sétája egy szerda délután (1985) című gyermekkönyv.
Takács Gábor: Tizenöt erdélyi művész (Scripta Kiadó, Nagyvárad, 1999) című kötetében Kopacz Máriát is bemutatta, aki a szépírás és a grafika mellett az utóbbi évtizedekben a festészetet is műveli, festményeit, grafikáit folyamatosan csoportos és egyéni kiállításokon mutatja be, Romániában Nagyváradon, Kolozsvárt, Csíkszeredában, Gyergyószentmiklóson,  Bukarestben és a határon túl Budapesten, Bécsben, Gyulán Sopronban, Szentendrén. Festményei színes, lírai, apokaliptikus és szürreális világképet tárnak elénk.

## Kötetei
- A babiloni karperec. Regény; Dacia, Kolozsvár-Napoca, 1984
- Borika világkörüli sétája egy szerda délután; Cerkabella, Szentendre, 2006
- Abban az órában. Regény; Concord Media Jelen, Arad, 2009 (Irodalmi jelen könyvek)
- Borika és a padlás manója; Mentor, Marosvásárhely, 2010

## Külső hivatkozások
- Kopacz Mária, artportal.hu Archiválva 2024. április 4-i dátummal a Wayback Machine-ben
- Kopacz Mária festményei, életrajza egy szentendrei virtuális tárlaton